# Вільна територія
Махновщина — самоврядна територія під контролем вільних рад та лібертарних комун, де робили спроби створити анархічне суспільство під час Української революції. Територія перебувала під керівництвом Революційної Повстанської Армії Нестора Махна.
Після падіння режиму Гетьмана, територія була зайнята російськими білими військами Антона Денікіна, створено тимчасовий уряд Півдня Росії. До 1920 року війська Денікіна залишили територію після наступу частин Червоної Армії у співпраці з силами Нестора Махна, частини якого вели партизанську війну в тилу денікінців.

## Символіка

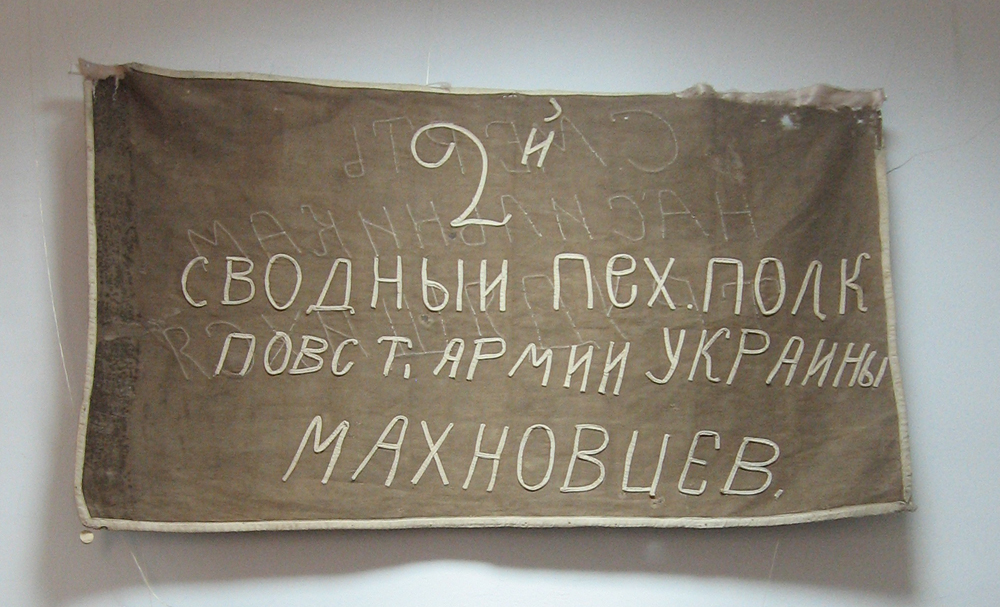

## Історія

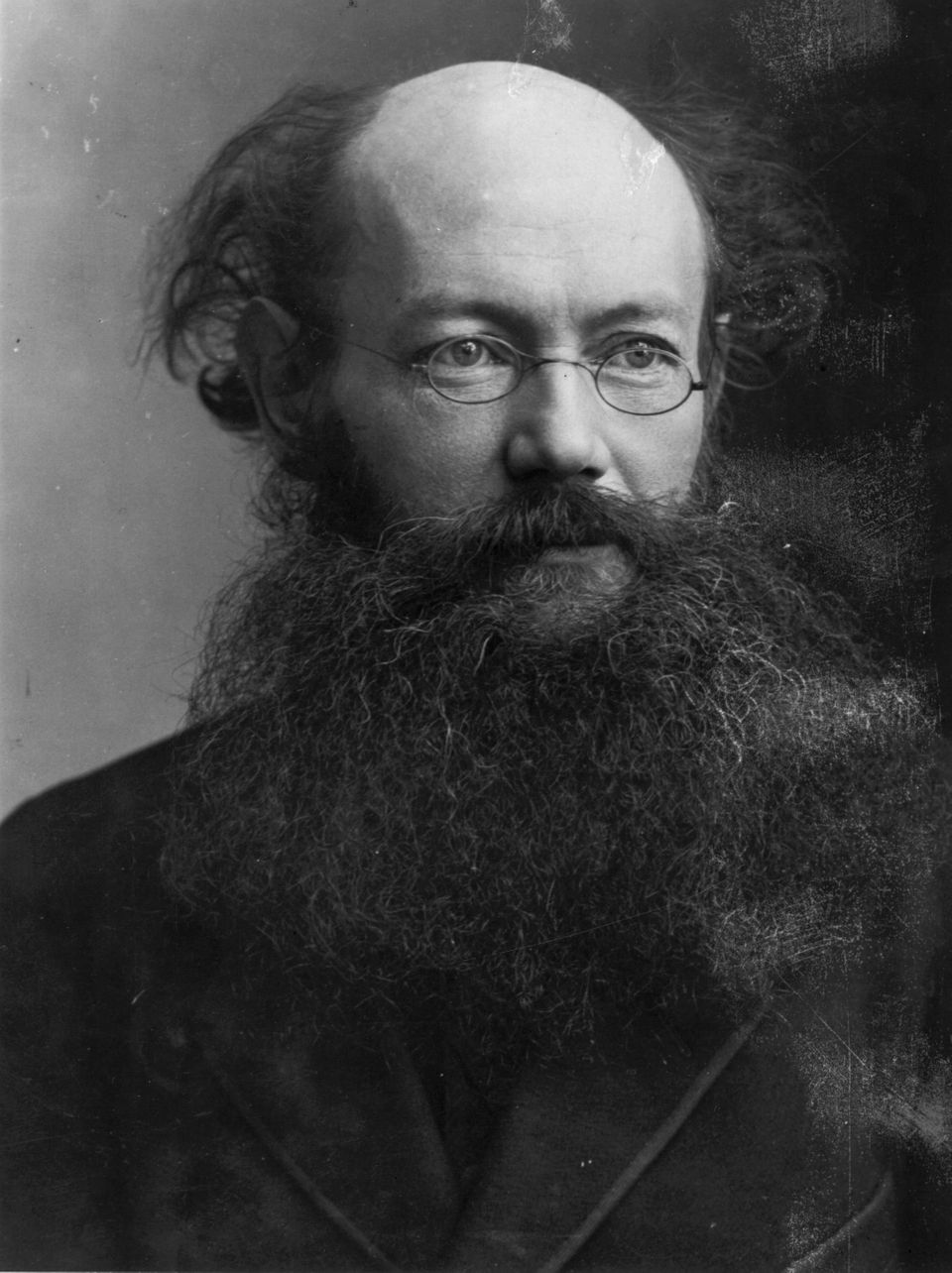
Петро Кропоткін, ідейний натхненник Гуляйпільської групи анархістів.

### Друга Махновщина (листопад 1918— лютий 1919)
Докладніше: Війна між Вільною територією і УНР
Докладніше: Перша війна між Махновщиною і Півднем Росії
Докладніше: Махновсько-більшовицький конфлікт
26 листопада 1918 року Махно з своїм загоном (800 бійців) зайняли Гуляйполе, Пологи, Гайчур, Оріхів, Новокарлівку і прилеглі села відродивши Вільну територію, на яку поширювалася влада Повстанського штабу на чолі з Н. Махно. Влада на місцях належала місцевим органам самоврядування. Політичне керівництво як колегіальний керівний орган повстанців здійснювала «Гуляйпільська група анархістів-комуністів — Селянська група анархістів повстанців Гуляйполя — Гуляйпільський союз анархістів». 29 листопада Махно видав наказ «Про загальне повстання в Вільному районі» цей наказ ознаменував активізацію боїв на всіх фронтах. В цей же час в Вільну територію стали прибувати повстанські загони з Павлоградського, Бахмутського, Маріупольського повітів які відступали з боями під натиском української та донський армії. Гуляйполе стало центром повстанства, тут були створені органи управління Вільної території, і органи керівництва повстанським рухом Революційна районна Рада і штаб повстанців.
9 грудня 1918 року до Гуляйполе прибув Григорій Колос командир повстанських загонів Катеринославської-Донецького району, де домовився про спільні дії проти Армії УНР в катеринославському напрямку і про спільні дії в гришинському напрямку проти Донської і Добровольчої армій. В цей же час 13 грудня Катеринославський губернський комісар Директорії УНР Воробйов Г. Ю запропонував Махно військовий союз проти донців і добровольців. Для переговорів і укладення союзного договору до Катеринослава виїхала делегація Вільної території. Союзницька угода була підписана 15 грудня 1918 року. Стосунки з губернськими представниками Директорії УНР погіршилися після подій 20-21 грудня коли загони Вільного козацтва розігнали в Катеринославі місцеву раду і інші робочі організації. Ці безглузді вчинки місцевої влади Директорії УНР відштовхнули Махно як прихильника радянської влади від подальших контактів з представниками Української Народної Республіки. У відповідь на дії республіканців Махно відновив бойові операції проти частин Армії УНР, загін махновців вибив республіканський гарнізон з Синельникова. В цей же час в рядах повстанства й керівництва Вільної території більшовики вели агітацію про ворожість повстанству Директорії УНР.
В ході переговорів з більшовиками Махно погодився почати наступ на Катеринослав, при цьому від більшовиків він отримав гучну посаду головнокомандувача всіх повстанських загонів. В ході боїв 26-27 грудня повстанці під керівництвом Махно зайняли Катеринослав, по заняттю міста більшовики створили однопартійний ВРК. Проти цього виступив Махно, запропонувавши створити коаліційний ВРК з представників усіх партій. Водночас на підконтрольній Колосу території червоні загони почали роззброювати махновські загони.
31 грудня 1918 частини Армії УНР вибили махновців з Катеринослава. У втраті міста Махно звинуватив винних більшовиків. Зазнавши величезних втрат, він відступив у Гуляйполе, при цьому всюди говорив, що треба «… розігнати більшовицькі штаби», а Колос всюди став поширювати слух, що Махно зрадив повстанців у Катеринославі. Махновці розпустили свій перший коаліційний Повстанський штаб Вільної території. На півночі встановилася межа по річці Самара між більшовицькими повстанцями і Вільною територією. Відгуком цих подій став конфлікт у Гришиному, де більшовики заарештували Петренко, якого звільнили прибулі махновці. Після звільнення Петренко наказав розстріляти декілька більшовиків, в зв'язку з цим в Гришиному були скликано екстрене зібрання більшовицьких організацій Донбасу. На зборах було прийнято рішення вивести з Донбасу всі більшовицькі організації та загони, що їм підпорядковувалися — всього 4000 бійців. Після виведення більшовицьких частин командувати Гришинською бойовою дільницею став Петро-Петренко, що зі своїм загоном чисельністю в 2000 бійців і місцевими повстанцями зайняв фронт від Степанівки до Благодатного.
Весь січень на північній та західній ділянках фронту тривали запеклі бої махновців з частинами Армії УНР, особливо запеклі бої були за володіння Лозовою. В цей же час Південний фронт махновців проти частин Добровольчої та Донськой армій розтягнувся на 210 кілометрів від Горлівки до Токмака. Тоді ж під керівництвом Махна було 8000 організованих бійців. Для реорганізації фронтів і повстанських загонів 3-4 січня 1919 року на станції Пологи відбувся Повстанський з'їзд Вільної території, на який прибули 40 делегатів. З'їзд виступив за передачу влади на місцях Вільним радам і виступив за реорганізацію повстанства за зразком регулярних військових частин. Для цього був обраний Оперативний штаб армії на чолі з І. Новіковим, який повинен був зводити загони в полки й керувати бойовими операціями.

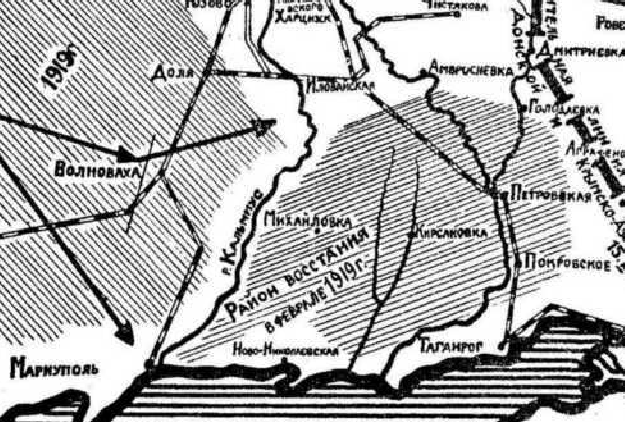
Територія Таганрозького повстання лютий березень 1919 праворуч і Махновщина зліва.

### Друга війна між Вільною територією і більшовиками
Після лютневої революції 1917 року на території колишньої Російської імперії була створена Махновщина. 
Війна між Вільною територією і Україною
У 1919 столиця була перенесена з Гуляйполя до Катеринослава (нині місто Дніпро).
28 серпня 1921 року увійшла до складу УРСР. 

## Рух за автономію Вільної території
З самого початку зародження махновського руху в середовищі місцевого населення Вільної території була певна схильність до відокремлення і створення автономії на підконтрольній повстанцям території.
Відразу ж після провалу Корніловського перевороту в 1917 році повстанці встановили в межах їм підконтрольній території автономію. На початку травня 1919 р. махновське керівництво ухвалило рішення: доручити ВРР почати переговори з питання повної автономії Маріупольського, Бердянського, Мелітопольського, Олександрівського, Павлоградського і Бахмутського повітів.
Є підстави стверджувати, що питання автономії перетворювалося в одне з центральних. 31 травня 1919 р., начальник махновського штабу В. Білаш мав розмову з групою анархістів і есерів. Йшлося, зокрема, про майбутнє махновської території та взаємини з радянським урядом України:
«– … Постановили забезпечити незалежність, маємо свій вплив на весь район, і що ж, залякаєш нас?
– Адже ж змогли більшовики оголосити Донецько-Криворізьку республіку, змогли оголосити Кримську республіку? Це взагалі окремі держави, зі своїми урядами, арміями. І не посоромилися.
– …Ось підійде з'їзд (прм. IV з'їзд Вільної території), прийде секретаріат і, впевнений, обов'язково вступимо з Україною в договірні відносини, та не такі, як тепер, а справжні. Тоді ми скажемо: давай зброю — одержуй хліб, вугілля…»
Коли на початку січня 1920 р. махновці обговорювали наказ командування 14-ї армії, згідно з яким вони повинні вирушити в похід на Польський фронт, була висунута контрпропозиція:
«―Підписання військової угоди і надання незалежності Катеринославській і Таврійській губерніям.»
У середині жовтня 1920 р., коли в умовах наступу Врангеля мова зайшла про воєнно-політичну угоду між урядом УСРР і РПАУ(м), махновці запропонували до тексту документа включити 4-й пункт про організацію ―в районі дій махновської армії місцевим робітничо-селянським населенням вільних органів економічного і політичного самоуправління, їхню автономію і федеративний зв'язок з державними органами Радянських республік‖. Характерно, що більшовики дали принципову згоду на підписання угоди, але пообіцяли зробити це після обговорення по партійній лінії. У розпал Кримської операції махновці неодноразово обговорювали питання про ―4-й пункт. Їх, зокрема, турбувало, чому більшовики не пишуть у своїй пресі про політичну угоду між радянським урядом і РПАУ(м). 9 листопада 1920 р., коли махновці були переконані, що Крим буде взятий, відбулося таємне засідання членів ради РПАУ(м). Серед інших, обговорювалося питання: що далі? Рада доручила представникам РПАУ(м) при Південному фронті відстоювати 4-й пункт в тому формулюванні, у якому він зазначений в угоді з урядом УСРР.

## Територія
Махно у своїх спогадах «Російська революція на Україні» територію першої Вільної території яка існувала із вересня 1917 по квітень 1918 описував так:
«… Олександрівського, Мелітопольського, Бердянського, Маріупольського, Бахмутського і Павлоградського повітів — районів, які ідейно були пов'язані з Гуляйпільською Радою Селянських і Робітничих Депутатів і вважали його ініціатором в боротьбі проти уряду за право розширення і поглиблення антидержавницьких революційного процесу.»
З кінця 1918 року повстанські загони Махно мали величезний вплив на органи місцевого самоврядування в Олександрівському, Бахмутському, Павлоградському, Маріупольському повітах. Але остаточно була визначена територія на яку претендувала Махновщина тільки 12 травня 1919 року в місті Маріуполі в якому проходив військовий з'їзд прилеглих полків які оперували на лінії фронту Доля — Оленівка — Новоазовськ. На з'їзді були присутні Махно, Озеров, Родіонов, Гордін, Міхальов-Павленко, Веретельников, Серьогін, Данилов, Грановський, Чучко, Куриленко, Петренко, Белаш, і ін.
На порядку денному стояло три питання, другим було Переукладання союзного договору з Радянським урядом. Під час обговорення другого питання з промовою виступив Белаш який заявив:
«Тепер потрібна ясність, чіткість, самодостоїнство. Треба набратися мужності і сказати: ми хочемо самовизначення, ми відмовляємося від інтернаціональних ідей. Тоді більшовики приберуть свої організації і будуть наші федеративні союзники на білому фронті.»
За підсумком зборів по другому питанню була прийнята така резолюція:
«З огляду на важке становище на фронті і в тилу продовжити договір з Сов-урядом. Доручити ВРС почати переговори в частині повної автономії Маріупольському, Бердянському, Мелітопольському, Олександрівському, Павлоградському та Бахмутський повіт.»
Таким чином керівництво Вільної території визначила її межі такими повітами:
- Олександрівський повіт
- Бахмутський повіт
- Бердянський повіт
- Мелітопольський повіт
- Маріупольський повіт
- Павлоградський повітТериторія Вільної території за версією Віктора Білаша.

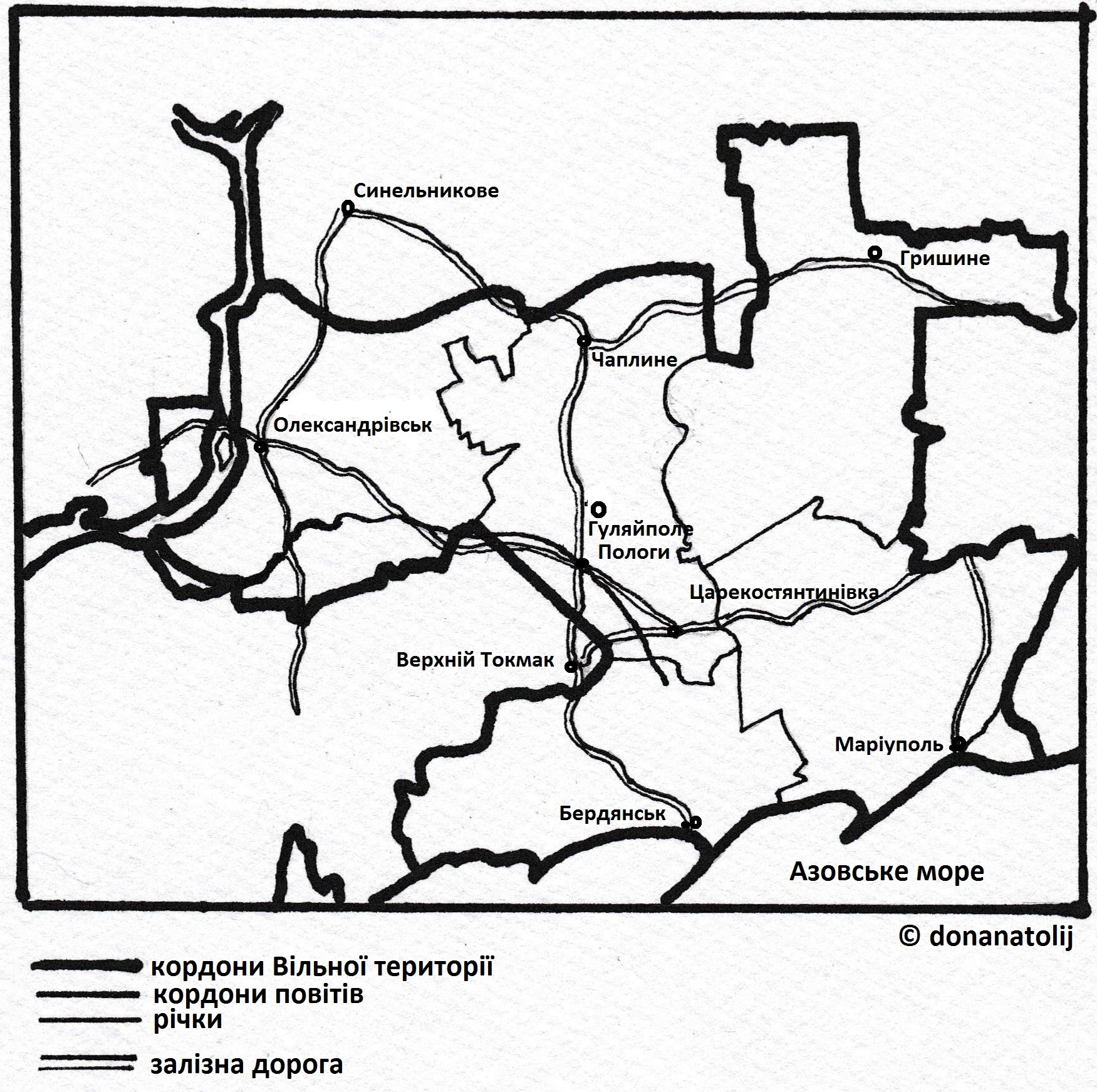
Територія Вільної території за версією Віктора Білаша.

Після розгрому Вільної території на одному з допитів ВУЧК колишнього начальника Штабу РПАУ Віктора Білаша на питання «Географія махновщини (район, осередки, Дібрівський ліс, річка Вовча)?»
Він відповідав:
«Географія Махна і махновщини — це Гуляй-Поле, Дібрівки, Успенівка, Туркеновка, Санжарівка, Воздвиженка, Рождественка, Воскресенка, Кінські Роздори, Гусарка і Федорівка. Підрядні місця махновщини — це…» (йде перерахування низки сіл)
«Центр Махна — це Гуляйпільський повіт, а махновщини — Гуляйпільський, Гришинський, Маріупольський, Олександрівський і Бердянський повіти».
Організатор боротьби з повстанським рухом в Україні Роберт Петрович Ейдеман географію Вільної території окреслював так:
«Східна частина Запорізької губернії та західна Донецької — ось історичний очаг махновщини.»

## Зовнішня політика

### Українська Народна Республіка
З вересня по жовтень 1917 року симпатії Нестора Махна як лідера Вільного району були на боці Української Центральної Ради.
- 15 грудня 1918 — Катеринославська угода. Союзницька військово-політична угода між Катеринославським губернським комісаром Директорії УНР Воробйовим Г. Ю. і представниками РПАУ про спільну боротьбу з Донською армією Всевеликого Війська Донського.[20]
- 20 вересня 1919 — Жмеринська угода Союзницька військово-політична угода між РПАУ і Директорією УНР про спільну боротьбу з Добровольчою армією.[21]

Після підписання союзної угоди в штаб РПАУ для ознайомлення з махновцями прибув письменник січовий стрілець Мирослав Ірчан в своїх спогадах «Махно і махновці. Спогади очевидця», виданої в 1919 році, в одному з діалогів махновець говорив:
|  | Запишіть точно це, що бачите, щоб історія не говорила про нас як про бандитів. Ми боремося за Україну, а не за нікого иншого. |

В іншому місці Ірчан пише: «В армії (прм. РПАУ),…, є дві партії: націоналістична, себто українська і безпартійна, або байдужна до національностей. Перша група постійно росте. Армія має досить великий процент інтелігентів, як лікарів, учителів, учительок, а навіть людей, що відомі добре з передвоєнної ще української літератури.»
У 1920 році відновилися контакти між Директорією УНР і РПАУ так в липні 1920 до махновців прибули представники Директорії УНР, другий раз представники Директорії УНР прибули до махновців в січні 1921 року.
Після розгрому Вільної території і Української Народної Республіки в лютому 1922 року в Місії УНР в Бухаресті в відбулася зустріч між Гулим-Гуленком який був співробітником місії і Махном. Під час зустрічі обоє обговорювали перспективу подальшої спільної боротьби проти більшовиків в Україні, до яких би то не було результатів переговори не привели.

## Система самоврядування
- Штаб повстанських сил Вільного району — 26 листопада 1918 — * Рада Революційних Повстанців України (махновців)
- Штарм Революційної Повстанської армії України

### Голови ВРК Вільної території
- 25.02.1919 — Чернокнижний Іван Севаст'янович

### ГоловиРади Революційних Повстанців України (махновців)
- Лащенко Олександр — з вересня по грудень 1919.
- Махно Нестор Іванович — з 29 травня 1920 до

## Збройні сили
- Революційна повстанська армія України